# Пам'ятник Алібі Джангільдіну
Пам'ятник революціонеру Алібі Джангільдіну — пам'ятник казахському революціонеру, мандрівнику та радянському державному діячеві Алібі Джангільдіну в місті Алмати.

## Історія пам'ятника
Пам'ятник Джангільдину було споруджено на площі біля залізничного вокзалу Алмати-1 1975 року.

## Опис пам'ятника
Скульптура виконана на повне зріст і разом із постаментом налічує 11 метрів. Постамент виконаний із граніту з вирізьбленим орнаментальним поясом. Джангільдін зображений у шинелі, що підкреслює його революційне минуле. У правій руці революціонер тримає карти з маршрутами його походів та подорожей.

## Автори проекту
- Скульптори — Т. Досмагамбет, О. Прокоп'єва
- Архітектор — Ш. Валіханов, який отримав 1976 року премію КазРСР за цей проект.